# 캐시트럭
《캐시트럭》(영어: Wrath of Man)은 2021년 개봉한 액션 스릴러 영화이다. 2004년 프랑스 영화 《Le Convoyeur》를 리메이크한 작품이다. 가이 리치가 감독과 공동 각본을 맡았다. 주인공을 맡은 제이슨 스테이섬과 리치의 네 번째 협업작이며, 2005년 《리볼버》 이후 16년만의 재회이기도 하다. 그 외에 홀트 매캘러니, 조시 하트넷, 제프리 도너번, 래즈 얼론조, 라울 카스티요, 데오비아 오파레이, 스콧 이스트우드, 에디 마선 등이 출연하였다.

## 줄거리
로스앤젤레스 포티코 보안 회사에서 운용하는 현금 수송 차량(“cash truck”)이 강도를 당하는 사건이 벌어져 경비 요원 둘과 목격자 한 명이 사망한다. 여기에서 촉발한 일련의 사건들이 각각 다른 부제가 붙은 4막을 통해 비선형으로 전개된다.
A Dark Spirit
포티코 보안 회사 현금 수송 차량 강도 사건으로부터 5개월 후 패트릭 힐이 포티코에 현금 수송 차량 경비로 취직한다. 포티코 훈련 담당 “불릿”은 패트릭 힐에게 “H”라는 별칭을 붙여 준다.
불릿, “보이 스웨트”와 첫 배달 일에 나선 H 앞에 강도단이 나타나 불릿을 인질로 삼는다. H는 당황한 보이 스웨트를 진정시키고 강도들을 전부 제거한다. H의 정체를 알아본 연방 수사국(FBI) 상급자 킹 요원은 H가 하려는 일을 암암리에 지원하기 위해 포티코 직원 파일을 넘긴다.
Scorched Earth
영화는 H가 포티코에 들어가기 5개월 전인 강도 사건 당일로 돌아간다. H의 정체는 메이슨 하그리브스라는 악명 높은 범죄 조직 두목이다. H는 부하 강도들로부터 목표물인 현금 수송 차량 이동 경로를 잠깐 망봐 달라는 갑작스런 연락을 받고, 아들 더기를 잠시 차 안에 홀로 남겨둔다.
우연찮게도 같은 날 동일한 현금 수송 차량을 강탈하기로 계획한 다른 강도단이 끼어들어 해당 현금 수송 차량을 먼저 습격한다. 이 다른 강도단 일원인 잰은 차에 타고 있던 경비 둘을 처형한 뒤 자기들의 범행을 우연히 지켜본 더기도 그 자리에서 사살한다. H가 이를 실시간으로 목격하고 전력으로 달려오자 잰은 H도 쏜 뒤 죽게 내버려 두고 도주한다.
그로부터 3주 뒤에 H가 깨어난다. H는 잰에 대해선 의식을 잃기 전에 눈에 담아 뒀던 그의 얼굴 외에는 이름을 포함하여 그 무엇도 알지 못한다. 킹 요원은 H에게 더기 살해 용의자 명단을 넘기며 한동안 그의 행적을 눈감아 주겠다고 약속한다. 이후 H는 부하들과 함께 명단에 오른 인물 대다수를 고문하고 처단한다. 그럼에도 범인이 잡히지 않자 H는 패트릭 힐이란 가명으로 포티코에 들어간다.
Bad Animals, Bad
포티코 강도 사건 이전. 전 육군 중사 잭슨 밑에서 아프가니스탄 전쟁에 참전했던 칼로스, 샘, 브래드, 톰, 잰은 벌이도 대우도 시원치 않은 민간인 삶에 불만을 품고 강도로 돌변해 한 부잣집 저택을 턴다. 하지만 수중에 떨어진 돈이 겨우 11만 달러에 불과하자 만족하지 못한 이들은 포티코 현금 수송 차량을 털기로 한다.
역시 잭슨 밑에서 복무했으나 잭슨이 정체를 밝히지 않는 한 포티코 내부자가 이들의 현금 수송 차량 강도짓을 돕는다. 이때 잰은 경비 둘, 더기, H를 쏘며 불필요한 살인을 저지른다.
Liver, Lungs, Spleen & Heart
더기를 죽게 만들고 H가 생사를 오가게 한 포티코 강도 사건으로부터 5개월 뒤. 전직 군인들이 다시 집결해 새로운 범행을 모의한다. 이번엔 아예 1억 5천만 달러가 쌓일 블랙 프라이데이 주말 포티코 본사 창고를 노려 크게 한탕할 생각이다. 잭슨이 심어둔 포티코 첩자는 불릿으로 밝혀진다.
불릿은 범행 당일에 함께 현금 수송 차량 경비를 맡게 된 H에게 이 사실을 밝히며 협조하라고 협박한다. 전직 군인 강도단은 죽음을 각오하고 창고를 지키는 포티코 직원들 대다수를 학살한다. 더기의 죽음에 책임이 있는 자들의 정체를 드디어 알게 된 H는 반격하여 강도단을 해치운다. 그러나 잰, 잭슨, 불릿은 살아남아 돈을 싣고 도망친다.
잰은 잭슨, 불릿을 배신하여 죽인 뒤 독차지한 돈뭉치를 들고 자택에 도착한다. 그러나 H는 돈주머니 안에 미리 전화기를 심어 두었고, 이를 통해 위치를 추적하여 잰 앞에 나타난다. H는 잰이 더기에게 총알을 박았던 장기들인 간, 허파, 비장, 심장을 맞춰 잰을 죽인다.
돈을 그대로 내버려 두고 나온 H는 킹 요원에게 할 일을 다 마쳤다고 한 뒤 차를 타고 사라진다.

## 출연진
- 제이슨 스테이섬 - 패트릭 “H” 힐 / 메이슨 하그리브스 역
- 홀트 매캘러니 - 헤이든 “불릿” 블레어 역: 포티코의 경비원.
- 조시 하트넷 - “보이 스웨트” 데이브 행콕 역: 포티코의 경비원.
- 제프리 도너번 - 잭슨 역: 전 육군 중사.[4]
- 스콧 이스트우드 - 잰 역: 잭슨의 부하.
- 크리스 라일리 - 톰 역: 잭슨의 부하.
- 데오비아 오파레이 - 브래드 역: 잭슨의 부하.
- 래즈 얼론조 - 칼로스 역: 잭슨의 부하.
- 라울 카스티요 - 샘 역: 잭슨의 부하.
- 에디 마선 - 테리 로시 역: 포티코의 매니저.
- 앨릭스 펀스 - 존 “스티키 존” 역: 포티코의 경비원.
- 로치 윌리엄스 - “홀로” 밥 마틴 역: 포티코의 경비원.
- 니브 알가 - 데이나 커티스 역: 포티코의 경비원.
- 알레산드로 바발롤라 - 스튜어트 역: 포티코의 경비원.
- 타이그 머피 - 셜리 역: 포티코의 경비원.
- 롭 딜레이니 - 블레이크 홀스 역: 포티코의 사장.
- 대럴 디실바 - 마이크 역: 하그리브스의 부하.
- 뱁스 올루산모쿤 - 모기 역: 하그리브스의 부하.
- 캐머런 잭 - 브렌던 역: 하그리브스의 부하.
- 마크 아널드 - 슈퍼 역
- 앤디 가르시아 - 킹 요원 역
- 조시 카우더리 - 허버드 요원 역
- 제이슨 웡 - 오케이 요원 역
- 일라이 브라운 - 더기 역: 하그리브스의 아들.
- 토머스 도미니크 - 제롬 역: 하그리브스 부하에게 고문당하는 남자.
- 린 르네 - 커스티 역: 하그리브스의 조력자.
- 이브 매클린 - 제인 역: 하그리브스의 전 부인.
- 오스틴 포스트 - 강도 6 역
- 제럴드 타일러 - 무기 담당 역